# Liste von tantrischen Lehreinrichtungen der Gelug-Schule
Dies ist eine Liste von tantrischen Lehreinrichtungen der Gelug-Schule. Wie in jeder anderen Tradition des tibetischen Buddhismus spielen Tantras auch in der Gelug-Tradition eine zentrale Rolle.

## Liste
- Unteres Tantra-Kolleg (rgyud smad grwa tshang)
- Oberes Tantra-Kolleg (tib. rgyud stod grwa tshang)
- Hevajra-Kolleg (kye rdor grwa tshang)
- Kalacakra-Kolleg (dus 'khor grwa tshang)
- Medizin-Kolleg (sman pa grwa tshang)
- eines der vier Kollegs des Klosters Trashilhünpo (bkra shis lhun po)